# Royal Bengal Airline
Royal Bengal Airline – bengalska linia lotnicza z siedzibą w Londynie.